# Ole Lynggaard
Ole Lynggaard, född 1 maj 1936, är en dansk smyckedesigner som sedan 1963 driver ett eget företag i Köpenhamn med samma namn.
Ole Lynggaard gör smycken av hög kvalitet. Ole Lynggaard och dottern Charlotte är företagets två designers.  Designen kännetecknas framför allt av enkla, rena linjer. Den innefattar allt ifrån stjärnor, planeter och djur till fantasifulla former.
Känneteckande för de handgjorda smyckena är också de unika lösttagbara låsen som möjliggör att man kan använda samma lås till en mängd olika collier i silver & guld, men även av pärlor och stenar.